# Whitechapel (Fernsehserie)
Whitechapel ist eine britische Kriminalfilm-Fernsehserie, die die Fälle des Detective Inspector Joseph Chandler erzählt. Bisher wurden vier Staffeln gesendet, wobei die ersten beiden Staffeln jeweils von einem größeren Fall ausgefüllt wurden, während die dritte Staffel aus drei getrennten Fällen besteht. Gemeinsam mit seinem Team ermittelt Chandler im Londoner Stadtteil Whitechapel, woraus sich auch der Titel der Serie ergibt. Am 24. September 2012 wurde Whitechapel von ITV um eine vierte Staffel mit sechs Episoden verlängert. Sie wurden ab dem 4. September 2013 gezeigt. Zwei Monate später gab ITV bekannt, dass es die letzte Staffel ist.

## Veröffentlichung
Die erste Staffel wurde vom 2. bis zum 16. Februar 2009 auf ITV ausgestrahlt und handelt von einem Nachahmungstäter, der sich von den Taten von Jack the Ripper inspirieren lässt. Die deutschsprachige Erstausstrahlung erfolgte auf Arte unter dem Titel Jack the Ripper ist nicht zu fassen am 18. Dezember 2009, wobei alle drei Folgen der Staffel hintereinander gesendet wurden.
Die zweite Staffel wurde vom 11. bis zum 25. Oktober 2010 auf ITV ausgestrahlt und die Handlung dreht sich um Verbrechen, die als Rache für die Inhaftierung der Kray-Zwillinge begangen werden. Die deutschsprachige Erstausstrahlung erfolgte am 15. März 2012 auf Arte unter dem Namen Das Syndikat der Brüder Kray.
Die dritte Staffel wurde vom 30. Januar bis zum 5. März 2012 auf ITV ausgestrahlt und besteht aus sechs Folgen, wobei jeweils zwei Folgen einen Fall umfassen. Die drei Kriminalfälle haben Bezüge zu historischen Verbrechen. Die deutschsprachige Erstausstrahlung erfolgte wiederum auf Arte; dabei wurde jeweils eine Doppelfolge hintereinander gesendet.
Die erste Doppelfolge vom 10. Januar 2013, Neue Morde am Ratcliffe Highway, bezieht sich auf die Ratcliffe-Highway-Morde. Der zweite Fall, Der Giftmörder, wurde am 17. Januar 2013 gesendet. Abgeschlossen wurde die Staffel am 24. Januar 2013 mit dem Fall Wer hat Angst vorm schwarzen Mann, der auf den Bogeyman und den Lon-Chaney-Film Um Mitternacht Bezug nimmt.

## Besetzung und Synchronisation
Die deutsche Synchronisation entstand nach einem Synchronbuch und unter der Dialogregie von Frank Wesel durch die Synchronfirma Berliner Synchron AG Wenzel Lüdecke in Berlin. In der dritten Staffel zeichnete Andreas Pollak für Buch und Regie verantwortlich.
| Rollenname                          | Schauspieler        | Hauptrolle (Staffeln) | Hauptrolle (Episoden) | Synchronsprecher  |
| ----------------------------------- | ------------------- | --------------------- | --------------------- | ----------------- |
| Detective Inspector Joseph Chandler | Rupert Penry-Jones  | 1–4                   | 1–18                  | Alexander Doering |
| Detective Sergeant Ray Miles        | Phil Davis          | 1–4                   | 1–18                  | Lutz Schnell      |
| Edward Buchan                       | Steve Pemberton     | 1–4                   | 1–18                  | Joachim Tennstedt |
| Fitzgerald                          | Christopher Fulford | 1–2                   | 1–5                   | Detlef Gieß       |
| Detective Constable Sanders         | Johnny Harris       | 1                     | 1–3                   | Frank Röth        |
| Detective Constable Kent            | Sam Stockman        | 1–4                   | 1–18                  | Rainer Fritzsche  |
| Detective Constable McCormack       | George Rossi        | 1–2                   | 1–6                   | Detlef Bierstedt  |
| Commander Anderson                  | Alex Jennings       | 1–2                   | 1–6                   | Stephan Benson    |
| Doctor Llewellyn                    | Claire Rushbrook    | 1–4                   | 1–18                  | Iris Artajo       |
| Detective Constable Mansell         | Ben Bishop          | 2–4                   | 4–17                  | Matthias Klimsa   |
| Detective Constable Megan Riley     | Hannah Walters      | 3–4                   | 7–18                  | Peggy Sander      |

## Episoden

### Staffel 1
| Nr. (ges.) | Nr. (St.) | Deutscher Titel                         | Originaltitel | Erstausstrahlung UK | Deutschsprachige Erstausstrahlung (D) | Regie         | Drehbuch                |
| --- | --------- | --------------------------------------- | ------------- | ------------------- | ------------------------------------- | ------------- | ----------------------- |
| 1 | 1         | Jack the Ripper ist nicht zu fassen (1) | Part 1        | 2. Feb. 2009        | 18. Dez. 2009                         | S.J. Clarkson | Ben Court & Caroline Ip |
| Auf einem Schulhof im Londoner Stadtteil Whitechapel wird nachts von der Polizistin Mary Bousefield die schwer verletzte Cathy Lane aufgefunden, die kurz darauf stirbt. Mit den Ermittlungen betraut wird der unerfahrene Detective Inspector (DI) Joseph Chandler, der frisch von der Akademie kommt und ein Protegé des Polizeichefs Anderson ist, was bei seinen neuen Untergebenen für Respektlosigkeit sorgt. Bei der Obduktion des Opfers wird festgestellt, dass Lane die Kehle durchgeschnitten und außerdem ihr Bauch aufgeschlitzt wurde. Im Zuge der Ermittlungen meldet sich Edward Buchan, ein Jack-the-Ripper-Experte, bei Chandler und weist darauf hin, dass der Mord an Cathy Lane bis ins Detail dem ersten Mord des berüchtigten englischen Serienmörders Jack the Ripper gleiche und dass mit weiteren Morden zu rechnen sei, was auch geschieht: Eine zweite Frau wird ermordet aufgefunden. Und auch diesmal gibt es viele Parallelen zum zweiten Mord des Rippers. |           |                                         |               |                     |                                       |               |                         |
| 2 | 2         | Jack the Ripper ist nicht zu fassen (2) | Part 2        | 9. Feb. 2009        | 18. Dez. 2009                         | S.J. Clarkson | Ben Court & Caroline Ip |
| Nach dem zweiten Mord sind DI Chandler und sein Ermittler-Team nun davon überzeugt, dass ein Täter am Werk ist, der die Morde des Rippers nachstellt. Der Soldat Jack Leary, der durch Gewalt gegen Prostituierte aufgefallen ist, gerät in Verdacht, der neue Ripper zu sein; jedoch erweist dieser sich als unschuldig. Der dritte und vierte der Morde, die Jack the Ripper zugerechnet werden, fanden in derselben Nacht kurz hintereinander statt. Der Ripper-Experte Edward Buchan überzeugt Chandler jedoch, dass der ursprüngliche Ripper den dritten Mord nicht begangen habe und dass der neue Ripper diesen Mord nicht nachstellen, sondern stattdessen mit der Nachahmung des vierten Mords fortfahren werde. Um diesen Mord, der am Mitre Square stattfinden müsste, zu verhindern, wird der Platz abgesperrt und bewacht. Auch Vertreter der Medien, die durch Detective Constable (DC) Fitzgerald, ein Mitglied von Chandlers Team, gegen Bezahlung informiert wurden, sind anwesend. Dennoch gelingt es dem Täter während einer von Buchan ausgelösten Verwirrung eine zuvor von ihm ermordete Frau, und zwar die Polizistin Mary Bousefield, dort abzulegen. Buchan gerät in Verdacht, ein Komplize des neuen Rippers zu sein. Tatsächlich hatte sich der neue Ripper in einem von Buchan betriebenen Webforum an Diskussionen um Jack the Ripper beteiligt. |           |                                         |               |                     |                                       |               |                         |
| 3 | 3         | Jack the Ripper ist nicht zu fassen (3) | Part 3        | 16. Feb. 2009       | 18. Dez. 2009                         | S.J. Clarkson | Ben Court & Caroline Ip |
| Die Hinweise auf den Täter scheinen sich zu verdichten. Die Spur führt zu einem Unternehmen, das auf Organtransporte spezialisiert ist: Einer der Fahrer soll der neue Ripper sein. Allerdings stellt sich heraus, dass der Täter die Identität eines Mannes angenommen hat, der zu Unrecht verdächtigt und festgenommen wird. Eine weitere Spur führt DI Chandler schließlich zu der Wohnung des wahren Täters. Dieser greift Chandler an und will ihn töten, wird aber von einer Nachbarin gestört und flieht. Bei der Durchsuchung der Wohnung des Täters stellt sich heraus, dass dieser ein Meister der Verkleidung ist und eine Vielzahl von Identitäten annehmen kann. In der Wohnung finden die Detectives Hinweise auf eine Frau, die das letzte Opfer werden soll. Chandler und Detective Sergeant Miles eilen zur Wohnung der Frau und können den Täter gerade noch davon abhalten, den Mord zu begehen. Allerdings schlägt der Täter Chandler nieder, verletzt Miles mit einem Messer schwer und entkommt. Chandler ist davon überzeugt, dass es keine weiteren Morde geben wird, da der Plan des Täters, die Morde von Jack the Ripper nachzustellen, gescheitert sei und er bald Selbstmord begehen werde. Und tatsächlich stürzt dieser sich von der Tower Bridge und ertrinkt in der Themse.                                                                  |           |                                         |               |                     |                                       |               |                         |

### Staffel 2
| Nr. (ges.) | Nr. (St.) | Deutscher Titel                  | Originaltitel | Erstausstrahlung UK | Deutschsprachige Erstausstrahlung (D) | Regie       | Drehbuch                |
| --- | --------- | -------------------------------- | ------------- | ------------------- | ------------------------------------- | ----------- | ----------------------- |
| 4 | 1         | Das Syndikat der Brüder Kray (1) | Part 1        | 11. Okt. 2010       | 15. März 2012                         | David Evans | Ben Court & Caroline Ip |
| Aus der Themse wird die verunstaltete Leiche eines älteren Mannes geborgen. Er wird identifiziert als Lenny Cobb und wurde ermordet. Cobb hatte in den 60er Jahren vor Gericht gegen zwei berüchtigte Kriminelle, die mittlerweile verstorbenen Zwillingsbrüder Reginald und Ronald Kray, ausgesagt und dazu beigetragen, dass das von den Brüdern gegründete Verbrecher-Syndikat zerschlagen wurde und die Krays lebenslang ins Gefängnis kamen. Der Experte für historische Verbrechen, Edward Buchan, der sich vor Jahren mit den Krays befasst hatte, sieht Parallelen zu einem Mord, der im Auftrag der Zwillinge verübt worden war und vermutet, dass weitere Morde folgen werden. Und so geschieht es auch: Ein weiterer Mann, der seinerzeit gegen die Krays ausgesagt hatte, wird ermordet. Die Spur scheint zu Steven Dukes, einem Kriminellen und Betreiber eines Billardsalons, zu führen, doch Buchan bezweifelt dessen Schuld. Während die Ermittlungen laufen, wird ein Mitglied von DI Chandlers Team von zwei Unbekannten durch eine Messerattacke verletzt. |           |                                  |               |                     |                                       |             |                         |
| 5 | 2         | Das Syndikat der Brüder Kray (2) | Part 2        | 18. Okt. 2010       | 15. März 2012                         | David Evans | Ben Court & Caroline Ip |
| In einem Pub wird ein Gast von einem Unbekannten erschossen. Das Verbrechen ähnelt einem von Ronald Kray in den 60er Jahren im selben Pub begangenen Mord. Die Barfrau des Pubs hat die Tat beobachtet und führt die Ermittler auf die Spur der Zwillingsbrüder Jimmy und Johnny Kray. Bei der Befragung der Mutter der Zwillinge behauptet diese, sie habe ihre Söhne empfangen durch künstliche Befruchtung mit einer Samenspende von Ronald Kray. Die Barfrau des Pubs erklärt sich bereit, den mutmaßlichen Täter Jimmy Kray in einer Gegenüberstellung zu identifizieren. Dies gelingt ihr aber nicht, da sich die ihr gegenübergestellten Jimmy und Johnny bis aufs Haar gleichen. Im Zuge der Ermittlungen vermutet Chandler, dass Jimmy und Johnny offenbar dabei sind, ein Verbrecher-Syndikat nach dem Vorbild der historischen Kray-Zwillinge aufzubauen. Die von den Kray-Söhnen begangenen und historischen Vorbildern nachempfundenen Verbrechen dienen dazu, vom Ruf ihrer berüchtigten Vorbilder zu profitieren und für Respekt in der Unterwelt zu sorgen. Derweil werden die Mitglieder des Ermittler-Teams, darunter auch DI Chandler selbst, im Auftrag der Krays massiv bedroht. Auch wird das Büro der Ermittler-Gruppe verwüstet. Chandler will nun versuchen, die Brüder gegeneinander auszuspielen. Er lässt Johnny Kray durch Jack Cheshire, ein Vertrauter der Krays und zugleich ein Informant Chandlers, ein Treffen in einem Pub vorschlagen. Zum vereinbarten Zeitpunkt halten sich nur DI Chandler, DS Miles und der korrupte Polizist Fitzgerald, ein zum Streifenpolizisten degradierter Ex-Ermittler aus Chandlers Team, in dem Pub auf. Doch anstelle von Johnny alleine erscheinen beide Brüder und nehmen den Pub von außen mit Maschinenpistolen unter Feuer. Fitzgerald wird dabei verletzt. |           |                                  |               |                     |                                       |             |                         |
| 6 | 3         | Das Syndikat der Brüder Kray (3) | Part 3        | 25. Okt. 2010       | 15. März 2012                         | David Evans | Ben Court & Caroline Ip |
| DC McCormack aus Chandlers Team begeht Selbstmord. Er hatte sich durch die Drohungen der Krays einschüchtern lassen und diente ihnen als Maulwurf, was schließlich unerträglich für ihn wurde. Daraufhin werden die Ermittlungen gegen die Krays offiziell eingestellt. In Wahrheit jedoch werden sie im Geheimen mit Unterstützung von Polizeichef Anderson fortgesetzt; als Basis dient das Haus von Edward Buchan. Um die Brüder zu Fall zu bringen, wird beschlossen, die Vermutung zu beweisen, dass Jimmy und Johnny gar keine Nachkommen von Ronald Kray sind. Für eine DNA-Analyse besorgen sich die Ermittler eine historische Probe von Ronald Kray sowie eine frische Probe von Jimmy Kray. Die Analyse bestätigt die Vermutung. Mit dieser Information wird Steven Dukes, der zusammen mit den angeblichen Krays als Söldner in Afrika gedient und sich als eine Art Mentor der beiden in der Verbrecherwelt etabliert hatte, dazu gebracht, ihnen seine Unterstützung zu entziehen. Dies und die widerlegte Vaterschaft Ronald Krays sollen ihren Ruf in der Unterwelt zerstören und somit dafür sorgen, dass ihr Syndikat zerfällt und zugleich Zeugen die Angst vor den Zwillingen nehmen – Jimmy und Johnny können endlich verhaftet werden. Kurze Zeit nach ihrer Verhaftung werden die beiden, obwohl unter Polizeiaufsicht bzw. im Gefängnis, von Jack Cheshire mit Billigung von Polizeichef Anderson ermordet. |           |                                  |               |                     |                                       |             |                         |

### Staffel 3
| Nr. (ges.) | Nr. (St.) | Deutscher Titel                       | Originaltitel       | Erstausstrahlung UK | Deutschsprachige Erstausstrahlung (D) | Regie           | Drehbuch                |
| --- | --------- | ------------------------------------- | ------------------- | ------------------- | ------------------------------------- | --------------- | ----------------------- |
| 7 | 1         | Neue Morde am Ratcliffe Highway (1)   | Case One (Part 1)   | 30. Jan. 2012       | 10. Jan. 2013                         | John Strickland | Ben Court & Caroline Ip |
| In einer exklusiven Schneiderei wurden vier der fünf Mitarbeiter des Unternehmens erschlagen, darunter auch der Chef Ben Salter. Wie sich herausstellt, wurde die Tat mit einem Hammer begangen. Der Zugang zu den Räumlichkeiten des Unternehmens war stark gesichert, umso auffälliger ist daher das Fehlen jeglicher Spuren eines Einbruchs – der oder die Täter müssen also Einlass erhalten haben. In Verdacht gerät die junge Angestellte Georgie Fox, die wenige Minuten vor den Morden die Schneiderei verlassen hatte, um etwas zu essen zu kaufen und so die einzige Überlebende des Massakers ist. Bei ihrer Befragung erweist sie sich von eher unangenehmen Charakter. Da die Räumlichkeiten der Schneiderei kurz zuvor renoviert worden waren, befragt man den Handwerker, der die Arbeiten ausgeführt hat, den Zimmermann Sly Driscoll. Seine Hämmer werden beschlagnahmt, es werden jedoch keine Hinweise auf mögliche Tatwerkzeuge gefunden. Später konzentrieren sich die Ermittlungen auf Salters Halbbruder Marcus, der verhaftet und eingesperrt wird. Es gelingt Salter jedoch, auf zunächst unerklärliche Weise aus einer Zelle zu fliehen. Derweil untersucht Edward Buchan, der Experte für historische Verbrechen, ein im Keller der Polizeiwache von Whitechapel befindliches Archiv historischer Kriminalfälle und entdeckt 200 Jahre alte Akten über die Ratcliffe-Highway-Morde des Jahres 1811, die Parallelen zum Geschehen in der Schneiderei aufweisen. |           |                                       |                     |                     |                                       |                 |                         |
| 8 | 2         | Neue Morde am Ratcliffe Highway (2)   | Case One (Part 2)   | 6. Feb. 2012        | 10. Jan. 2013                         | John Strickland | Ben Court & Caroline Ip |
| Es geschieht ein weiterer Mehrfachmord nach dem gleichen Muster: bis auf Lola, die jüngere der beiden Töchter, wird die komplette Familie Emery mit einem Hammer erschlagen. Ebenso wird ein zur Untermiete wohnender Student verschont, obwohl dieser dem Täter Auge in Auge gegenüberstand. Und auch diesmal gibt es keinerlei Spuren eines gewaltsamen Zutritts zu der Wohnung der Opfer. Und Lola Emery erweist sich, so wie Georgie Fox, von unangenehmem Charakter. Der verdächtigte Marcus Salter kann wieder aufgegriffen werden. Seine Flucht aus der Zeile gelang ihm, weil er den wachhabenden Polizisten mittels seiner Suggestivkraft überreden konnte, ihn aus seiner Zelle zu lassen. Salter wird jedoch entlastet, als ein dritter Mehrfachmord geschieht: die Mitglieder einer WG werden, bis auf eine junge Frau, erschlagen. Auch diese Überlebende erweist sich von eher unangenehmen Charakter. DI Chandler und sein Team vermuten, dass der Täter die Morde begangen hat, um die Überlebenden für ihr Verhalten zu bestrafen. Chandler untersucht noch einmal die Schneiderei und findet dort einen verborgenen Kellerraum, in dem sich jemand kürzlich eine Zeit lang aufgehalten haben muss. Offenbar hat der Täter sich mitten unter seinen Opfern aufgehalten, was erklärt, dass es keine Spuren eines gewaltsamen Eindringens gab. Die Ermittlungen führen erneut zu dem Zimmermann Sly Driscoll, der in allen drei Mordfällen an Renovierungsarbeiten in den betreffenden Häusern beteiligt war. Er ist jedoch nicht auffindbar, woraus Chandler schließt, dass er sich bereits im Haus seiner nächsten Opfer aufhalten muss. Schließlich findet man das Haus einer Familie, die in Driscolls Profil passen könnte. Bei der Untersuchung des Hauses beobachtet Driscoll die Polizisten aus seinem Versteck hinter einem Spiegel heraus. Das Versteck wird entdeckt und Driscoll will fliehen, wird aber von Chandler durch enge Geheimgänge des Hauses verfolgt. Als Driscoll schließlich gestellt wird, zieht er es vor, sich in einen Lüftungsschacht zu Tode zu stürzen. In seinem Holzbein finden die Ermittler die Mordwaffe, einen Hammer, dessen Kopf mit Blut und Haaren verklebt ist. |           |                                       |                     |                     |                                       |                 |                         |
| 9 | 4         | Der Giftmischer (1)                   | Case Two (Part 1)   | 13. Feb. 2012       | 17. Jan. 2013                         | Richard Clark   | Ben Court & Caroline Ip |
| In Whitechapel wird nachts ein Fuchs dabei beobachtet, wie er einen in eine Plastiktüte verpackten menschlichen Arm in seiner Schnauze trägt. Bei der gerichtsmedizinischen Untersuchung wird festgestellt, dass es der Arm einer Frau ist. Am nächsten Morgen spricht die Ermittlerin DI Mina Norroy aus Richmond bei DI Chandler vor. Sie legt Fotos vor, auf denen der Fund eines weiblichen Torsos dokumentiert ist, der aus der Themse geborgen wurde. Der Torso wird in der Gerichtsmedizin untersucht und gehört zum selben Körper wie der Arm. Weiterhin ergibt sich, dass das Opfer vergiftet wurde, jedoch kann das Gift nicht ermittelt werden. In der Hoffnung, weitere Leichenteile zu finden, legen sich Chandler und sein um DI Mina Norroy verstärktes Team nachts auf die Lauer, um den Fuchs aufzuspüren und zu dessen Bau zu verfolgen. Dies gelingt und der Fuchsbau wird unter einem Haus lokalisiert. In dem Bau findet sich ein linker menschlicher Fuß. Die unter dem Messie-Syndrom leidende, verwirrte ältere Besitzerin des Hauses wird befragt. DI Miles beschuldigt die Frau, das Opfer zusammen mit ihrem Ehemann, der angeblich kurz das Haus verlassen hat, getötet und zerstückelt zu haben. Bei der Durchsuchung des vermüllten und mit Fallen versehenen Hauses wird jedoch der mumifizierte Leichnam des vor einem Jahr gestorbenen Ehemannes gefunden, wodurch die Frau nicht mehr unter Verdacht steht. Bei dem im Fuchsbau gefundenen Fuß wird festgestellt, dass dieser, wie auch der Arm und der Torso, zuvor einige Zeit im Wasser gelegen hat. Daraufhin wird ein Abschnitt des Themseufers in einer Großaktion abgesucht, wobei ein weiterer linker Fuß gefunden wird. |           |                                       |                     |                     |                                       |                 |                         |
| 10 | 3         | Der Giftmischer (2)                   | Case Two (Part 2)   | 20. Feb. 2012       | 17. Jan. 2013                         | Richard Clark   | Ben Court & Caroline Ip |
| Nachdem Buchan den modus operandi des Mörders als den des Marquis de Sade identifiziert, der Frauen ermordete, nachdem er sie mit einem Aphrodisiakum vergiftet hatte, suchen Chandler und Miles nach einem Individuum, das eine auf Liebestränke spezialisierte Firma kontaktierte, indem er sich als Paar ausgegeben hatte. Dies führt das Team zum S & M Club The Hooded Crow, wo Mina fast einem Mann mit vampirischen Neigungen zum Opfer fällt. Dann werden zwei weitere Opfer gefunden, die in Größe und Aussehen den ersten beiden identisch sind. Chandler überstimmt Mina und folgt Miles' Vorschlag, Ella Bowe zu finden, die noch lebt und ihnen den Schlüssel zur Identität des Serienmörders gibt. |           |                                       |                     |                     |                                       |                 |                         |
| 11 | 5         | Wer hat Angst vorm Schwarzen Mann (1) | Case Three (Part 1) | 27. Feb. 2012       | 24. Jan. 2013                         | Jon East        | Ben Court & Caroline Ip |
| In derselben Nacht, in der ein berüchtigter Mörder, Calum Mantis, aus einer psychiatrischen Anstalt entkommt, haben DI Chandler und DS Miles einen Mord zu lösen. Babysitter Sasha Lowood wird von einem Mann ermordet, der als mythischer Bogeyman gekleidet ist. Calum Mantus hatte seine Familie auf ähnliche Weise getötet. Die Polizei durchsucht Mantus' altes Haus und finden ein Poster des Schauspielers Lon Chaney aus dem Film „London After Midnight“, der sein Publikum in den Wahnsinn trieb. Nach Aussage von Dr. Mortlake war dies Mantus' Lieblingsfilm. Die Psychiaterin Morgan Lamb wird in einem Parkhaus angegriffen, überlebt aber und wird mit einem rosa Band um den Hals zurückgelassen. Edward Buchan, der Lamb beruflich kennt, erzählt Chandler, dass er kaum Zeit hat, den Mörder zu finden. Als ein schwarz gekleideter Mann mit einer Pistole auf einer Straße in die Enge getrieben wird, glaubt die Polizei, dass sie den Mann gefunden haben, nach dem sie suchen, aber die Polizei erwartet eine böse Überraschung. |           |                                       |                     |                     |                                       |                 |                         |
| 12 | 6         | Wer hat Angst vorm Schwarzen Mann (2) | Case Three (Part 2) | 5. März 2012        | 24. Jan. 2013                         | Jon East        | Ben Court & Caroline Ip |
| Ein weiterer Junge wird getötet. Wie der letzte und Sasha war er in derselben Schule wie Mantus' Schwester. DS Miles ist wütend über die Art, wie DI Chandler sein Leben in Gefahr bringt. Chandler ist überzeugt, dass Calvin Mantus hinter den Morden steckt, aber Miles ist anderer Meinung. Als Morgan Lamb ein zweites Mal angegriffen wird, glaubt einer der Detektive, dass sie mit dem Mörder zusammenarbeiten könnte. Morgan überlebt den Angriff und verletzt ihren Angreifer, aber sie hat keine Verbindung zu den Klassenkameraden. DC Kent meint, dass sie etwas verschweigt. Miles glaubt, dass Mantus nicht der Mörder ist, und die Tatsache, dass die drei Opfer alle mit dem unlängst verstorbenen Hausmeister Dave Watney verkracht waren, scheint seinen Standpunkt zu beweisen. Morgan hilft Miles und Chandler, konstruktiv mit ihren Konflikten umzugehen. Die Polizei konzentriert sich darauf, eine Verbindung zu finden, die Lamb mit den anderen Opfern haben könnte. |           |                                       |                     |                     |                                       |                 |                         |

### Staffel 4
| Nr. (ges.) | Nr. (St.) | Deutscher Titel | Originaltitel       | Erstausstrahlung UK | Deutschsprachige Erstausstrahlung (D) | Regie           | Drehbuch                |
| ---------- | --------- | --------------- | ------------------- | ------------------- | ------------------------------------- | --------------- | ----------------------- |
| 13         | 1         | N.N.            | Case One (Part 1)   | 4. Sep. 2013        | 28.01.2022 auf Arte                   | Jon East        | Ben Court & Caroline Ip |
| 14         | 2         | N.N.            | Case One (Part 2)   | 11. Sep. 2013       | 28.01.2022 auf Arte                   | John Strickland | Ben Court & Caroline Ip |
| 15         | 3         | N.N.            | Case Two (Part 1)   | 18. Sep. 2013       | 28.01.2022 auf Arte                   | Daniel Nettheim | Steve Pemberton         |
| 16         | 4         | N.N.            | Case Two (Part 2)   | 25. Sep. 2013       | 28.01.2022 auf Arte                   | Daniel Nettheim | Steve Pemberton         |
| 17         | 5         | N.N.            | Case Three (Part 1) | 2. Okt. 2013        | 28.01.2022 auf Arte                   | Jon East        | Ben Court & Caroline Ip |
| 18         | 6         | N.N.            | Case Three (Part 2) | 9. Okt. 2013        | 28.01.2022 auf Arte                   | Jon East        | Ben Court & Caroline Ip |

## Rezeption
Whitechapel hatte seine Premiere in Großbritannien am 2. Februar 2009 um 21:00 Uhr und erreichte 8,13 Millionen Zuschauer. Die Serie erhielt ein gutes Presseecho, was sich auch in den Auswertungen US-amerikanischer Aggregatoren widerspiegelt. So erfasst Rotten Tomatoes überwiegend wohlwollende Besprechungen und ordnet Whitechapel dementsprechend als „Frisch“ ein. Laut Metacritic fallen die Bewertungen im Mittel „Grundsätzlich Wohlwollend“ aus.
Eine Kritik im Leicester Mercury besagte, dass die Fernsehserie wie „Life on Mars – Gefangen in den 70ern ohne die Zeitreise“ („Life on Mars without the time-travel“) wäre und fügte hinzu, „was Whitechapel an Originalität fehle, würde durch die Atmosphäre und den Enthusiasmus mehr als wettgemacht“ („what Whitechapel lacked in originality, it more than made up for with atmosphere and enthusiasm.“) Nachdem die 2. Folge am 9. Februar ausgestrahlt worden war, äußerte Andrew Billen in The Times, er hätte sich mehr und mehr für die Fernsehserie erwärmen können und fügte hinzu, dass „die Fernsehserie aus uns allen langsam Ripperologen macht, da die Jack zugeschriebenen Morde von denen getrennt würden, die er tatsächlich begangen habe. Es ist alles im schlechtest möglichen Geschmack und ein blutiges gutes Vergnügen.“ („slowly, the show is making Ripperologists of us all, as Jack's 'canonical' murders are separated from the ones he actually committed. It is all in the worst possible taste and bloody good fun.“) The Daily Telegraph war jedoch weniger beeindruckt und schrieb in seiner Kritik, „Die Prämisse war schwachsinnig, das Skript idiotisch, die schauspielerische Darstellung wie auf Autopilot und die Regie ließ jeden Schimmer von Spannung ermangeln.“ („The premise was feeble, the script imbecilic, the acting on autopilot, the direction lacking in any glimmer of tension.“)